# Hamma Hammami
Hamma Hammami (arabiska: حمّه الهمامي) född 1952, är en tunisisk politiker, kommunist, ledare för Folkfronten och talesperson för Arbetarpartiet.